# Мала Вишера
Мала Вишера или Мала Вишерка (рус. Малая Вишера; Малая Вишерка) река је на северозападу европског дела Руске Федерације. Протиче преко преко територије Маловишерског рејона на северу Новгородске области. У западном делу рејона спаја се са реком Великом Вишером и заједно граде реку Вишеру, десну притоку реке Волхов. Део је басена реке Неве и Балтичког мора.
Свој ток започиње у тресави код насеља Витка, на око 10 km североисточно од града Малаја Вишера (кроз који и протиче). Укупна дужина водотока је 54 km, док је површина сливног подручја око 256 km²